# Richard Woodville, III conte Rivers
Richard Woodville (1453 circa – 6 marzo 1491) è stato un nobile inglese.

## Biografia
Era figlio di Richard Woodville, primo conte Rivers, e Giacometta di Lussemburgo.
Sua sorella maggiore Elisabetta divenne regina consorte dopo aver sposato Edoardo IV d'Inghilterra.
Nel 1465 Richard e suo fratello John vennero creati cavalieri dell'ordine del bagno, come parte dei festeggiamenti volti all'incoronazione di Elisabetta. Nel 1467 Edoardo tentò anche di far nominare Richard Priore dell'Ordine dell'Ospedale di San Giovanni di Gerusalemme ma senza riuscirvi.
Già un matrimonio reale con una dama di rango inferiore aveva generato la disapprovazione della nobiltà inglese, l'opera della regina di far destinare titoli e terre alla propria famiglia incrementava ulteriormente il malcontento.
I piani matrimoniali di Elisabetta poi, volti a far accasare i numerosi fratelli con i rampolli delle più nobili famiglie inglesi, causarono l'azione di Richard Neville, XVI conte di Warwick; questi appoggiò una rivolta contro il re e lo costrinse ad allontanare da corte l'odiata famiglia. Successivamente il conte Woodville ed il figlio John vennero catturati e giustiziati da Warwick.
Sebbene la vita di Richard fosse stata in pericolo, nel novembre 1470, durante la breve restaurazione di Enrico VI, egli ricevette il perdono da parte del governo controllato di Warwick.
Richard possedeva il maniero di Wymington nel Bedfordshire, dove svolse l'incarico di giudice di pace e rimase, forse volontariamente dopo le esecuzioni dei propri familiari, lontano dagli intrighi di corte.

## Sotto il regno di Riccardo III
Dopo la morte di Edoardo IV la posizione dei Woodville si fece ancor più difficile: il fratello del re Riccardo di Gloucester fece dichiarare nullo il matrimonio di Elisabetta e rivendicò la corona. Inoltre fece giustiziare, sequestrandone i beni, Antonio Woodville assieme a Richard Grey, fratello e nipote di Richard. Riccardo sequestrò il 19 maggio 1483 anche Wymington sebbene Richard non fosse stato accusato di alcun crimine.
Elisabetta, le figlie e l'altro fratello Lionel Woodville, vescovo di Salisbury, trovarono rifugio a Westminster. Non è improbabile che Richard abbia trovato riparo anch'egli nel santuario e che abbia partecipato come Lionel al complotto organizzato da loro cognato Henry Stafford, II duca di Buckingham per rovesciare Riccardo III.
Dopo il fallimento della rivolta e la morte di Buckingham, Lionel scappò con altri rivoltosi in Bretagna dove morì in esilio.
Richard invece rimase in Inghilterra dove perse i suoi titoli nel 1484 ma non la vita, come toccò invece a suo cognato Thomas St. Leger e agli altri ribelli. Nel marzo del 1485 ricevette anche il perdono del re in cambio di una cauzione in denaro e della promessa di fedeltà.

## Sotto il regno di Enrico VII Tudor
Dopo la disfatta di Riccardo III nella battaglia di Bosworth da parte di Enrico Tudor, Richard Woodville recuperò le sue proprietà, incluse quelle di suo padre, e divenne il terzo conte di Rivers, titolo che avrebbe dovuto ereditare da suo fratello maggiore Antonio.
Prese parte ad alcune delle cerimonie organizzate per l'ascesa del nuovo re, in particolare fu presente all'incoronazione della nipote Elisabetta di York, figlia di sua sorella Elisabetta e di Edoardo IV e sposa di Enrico VII. Inoltre partecipò al battesimo del pronipote Arturo Tudor, principe di Galles.
Durante il regno di Tudor, Richard ricoprì l'incarico di commissario di pace nel Bedfordshire e Northamptonshire. In tale veste commissionò di investigare su tradimenti, assassinii e cospirazioni a Hereford nel 1486 e su petizioni presentate al parlamento nel 1487.

## Morte
Richard morì il 6 marzo 1491 fu l'ultimo dei fratelli Woodville.
Sebbene a sua sorella fosse stato rimproverato di aver fatto arricchire esageratamente la famiglia, Richard in realtà non beneficiò di alcun titolo o terra che non fosse già dei Woodville.
Ufficialmente non ebbe prole legittima ma alcuni storici ritengono si sia sposato segretamente e che abbia avuto un figlio, chiamato Richard, cresciuto come un comune cittadino per proteggerlo dai fatti di sangue che avevano colpito i suoi parenti. Il bambino fu fatto passare per il figlio di un altro Richard Rivers, maggiordomo di palazzo dei duchi di Buckingham, e ricoprì l'incarico di inserviente della duchessa Catherine, sorella di Richard.
Essendo solo un servitore, questo figlio non ebbe alcun diritto ereditario né lo stesso Enrico VII, desideroso di tenere per la corona le proprietà espropriate ai Woodville, ebbe interesse a dichiararlo erede di Richard.
Questo Richard Rivers aveva un figlio, chiamato John (Penshurst, 1510-1583). John sposò Elizabeth Barne e successe a suo padre come Lord Mayor of London nel 1573/1574. Il suo tentativo di provare di essere nipote del terzo conte Rivers fallì durante il regno di Elisabetta I.